# ابوالفضل شکوری
ابوالفضل شکوری (زادهٔ ۱۳۳۴ در زنجان) روحانی شیعه و سیاستمدار ایرانی است. او پیشتر نمایندهٔ حوزهٔ انتخابیهٔ زنجان در دورهٔ ششم مجلس شورای اسلامی بوده است. او هم‌اکنون عضو شورای مرکزی حزب اعتماد ملی و مدیر گروه علوم سیاسی دانشگاه تربیت مدرس است. از جمله دیگر سوابق او می‌توان به سردبیری فصلنامهٔ یاد و روزنامه اعتماد ملی اشاره کرد.
او از جمله نمایندگان متحصن مجلس ششم بود.